# ريتا أنجوس
```

```

ريتا أنجوس (بالإنجليزية: Rita Angus)‏ كانت رسامة نيوزيلاندية خلال (12مارس 1908 حتى 25 يناير 1970). أيضًا بالزمالة مع «كولين ماكون وتوس والستون». لقد تم اعتباراها كواحدةٍ مِن أهمِ الشخصيات القيادية بالفنِ النيوزيلاندي في القرن العشرين. فلقد كانت أعمالها الفنية في بادئ الأمر ينتهج الألواح بالألوان الزيتية والألوان المائية ثم اشتهرت بعد ذلك بلوحاتها الفنية التصويرية واللوحات الفنية الطبيعة.

## النشأة
ولدت هنرييتا كاثرين أنجوس في 12 مارس 1908 في هاستينغز، وهي الأكبر بين سبعة أطفال من ويليام ماكنزي أنجوس وإثيل فيوليت كرابتري. في عام 1921، انتقلت عائلتها إلى بالمرستون نورث والتحقت بمدرسة بالمرستون نورث للبنات الثانوية (1922-1926). في عام 1927، بدأت الدراسة في كلية كانتربيري للفنون. ولكنها لم تحصل علي دبلومتها في الفنون الجميلة بالرغم من أنها اكملت دراستها حتى عام 1933، بما في ذلك أيضًا دروسها في مدرسة إيلام للفنون الجميلة في أوكلاند.
تزوجت أنجوس من ألفريد كوك حيث أنه كان زميلها بالفن في 13 يونيو 1930، لكنهما انفصلا في عام 1934، وحدث الطلاق الرسمي في عام 1939. كانت أنجوس توقع علي لوحاتها في الفترة من 1930و1946 باسم ريتا كوك ولكنها عندما علِمت بزواج ألفريد غيرت اسمها ل«ماكنزي» وهو لقب عائلة جدتها لأبيها.

## الوفاة
في ديسمبر 1969، تدهورت حالتها الصحية بسرعة شديدة، توفت عن عمر يناهز 61 عام في مستشفى ويلنغتون إثر معانتها مع سرطان المبيض في 25 يناير 1970.

## روابط خارجية
- ريتا أنجوس على موقع ديسكوغز (الإنجليزية)